# Watching the Wildlife
"Watching the Wildlife" är den sjunde och sista singeln av den brittiska gruppen Frankie Goes to Hollywood. Singeln släpptes den 23 februari 1987 och återfinns på albumet Liverpool (utgivet den 20 oktober 1986).
"Watching the Wildlife" nådde plats 28 på Englandslistan men misslyckades att ta sig upp till topp-30 i övriga länder.

## Låtförteckning

### Vinylsingel
1. "Watching The Wildlife" – 3:50
2. "The Waves" – 3:02